# FEI Nations Cup 2019 (Dressurreiten)
Der FEI Nations Cup 2019 im Dressurreiten (2019 FEI Dressage Nations Cup) war die siebente Saison des Nations Cups der Dressurreiter.

## Ablauf der Turnierserie
Der Nations Cup wuchs 2019 auf acht Etappen an: Neu hinzu kam der CDIO von Järvenpää (Finnland), in den Niederlanden wechselte das CDIO-Turnier für ein Jahr nach Geesteren.
Das Regelwerk änderte sich gegenüber 2018 nicht. Die Turniere wurden auf CDIO auf 3*-, 4*- oder 5*-Niveau ausgerichtet. Für die Veranstalter standen drei unterschiedliche Ausschreibungsmodi für die Nationenpreise zur Verfügung:
- Das Ergebnis des Grand Prix de Dressage (drei oder vier Reiter pro Mannschaft) wurden mit den Ergebnissen aus Grand Prix Spécial (zwei Reiter pro Mannschaft) und Grand Prix Kür (ein oder zwei Reiter pro Mannschaft) addiert,
- Der frühere olympische Mannschaftswettbewerbsmodus: Grand Prix de Dressage und Grand Prix Spécial zählten für den Nationenpreis oder
- abweichende Ausschreibung (nur außerhalb Europas, Genehmigung durch die FEI erforderlich)

Der Auftakt zur Nations-Cup-Saison erfolgte Mitte März 2019, ihren Abschluss fand sie Ende Juli 2019. Die Vergabe der Wertungspunkte wurde anhand der Platzierung vorgenommen, gestaffelt nach der Kategorie des Turniers (Die siegreiche Mannschaft erhielt bei einem CDIO 5* 15 Punkte, bei einem CDIO 3* hingegen 10 Punkte).
Der Modus, das Mannschaftsergebnis bei den einzelnen Nationenpreisen zu ermitteln, unterschied sich je nach Etappe: Vielfach entschied die Platzierung des Reiters über die Anzahl seiner Punkte: Ein Punkt für den ersten Platz, zwei für den zweiten usw. Dabei siegte die Mannschaft mit dem niedrigsten Ergebnis den Nationenpreis. Teilweise kam aber auch noch eine Addition der Prozentergebnisse (abzüglich eventueller Streichergebnisse) zum Einsatz.

### Vereinigte Staaten
Beständiger Auftakt zur Nations-Cup-Saison ist, so auch 2019, das US-amerikanische Nationenpreisturnier in Wellington in Florida. Die Veranstaltung war Teil der mehrwöchigen Dressurturnierserie Global Dressage Festival, zeitgleich zum CDIO 3* fand hier ein Nationenpreis für U25-Dressurreiter (CDIOU25) statt. Durchgeführt wurde der CDIO vom 12. bis 17. März 2019.
Beim Nationenpreis von Wellington kommt stets ein besonderes Reglement zum Einsatz: Die Mannschaften gingen hierbei nicht nur auf Grand Prix-Niveau an den Start. Stattdessen traten die Reiter entweder im Grand Prix de Dressage und im Grand Prix Spécial oder im Prix St. Georges und in der Intermediaire I an. Um den Schwierigkeitsunterschied zu berücksichtigen, wurden die Ergebnisse der Grand Prix-Tour jeweils um einen Faktor von 1,5 Prozent pro Reiter erhöht.
Nachdem im Vorjahr keine mittel- oder südamerikanischen Nationen am Start gewesen waren, wurde der Nationenpreis im Jahr der Panamerikanischen Spiele in Lima gut besetzt. Die Vereinigten Staaten und die knapp dahinter platzierten Kanadier machten den Sieg unter sich aus, die drei übrigen Equipen folgten mit deutlichem Abstand.
|                  | Mannschaft         | Reiter                          | Pferde        | Prozent    | Prozent                      | Prozent           | Prozent    | Prozent               | Prozent     | Prozent | Wertungs- punkte |
| Prix St. Georges | Mannschaft         | Reiter                          | Pferde        | Grand Prix | 1. Tag (Grand Prix: + 1,5 %) | Inter- mediaire I | GP Spécial | 2. Tag (GPS: + 1,5 %) | Endergebnis |         | Wertungs- punkte |
| ---------------- | ------------------ | ------------------------------- | ------------- | ---------- | ---------------------------- | ----------------- | ---------- | --------------------- | ----------- | ------- | ---------------- |
| 1                | Vereinigte Staaten | Ashley Holzer                   | Valentine     | 73,765     | —                            | 73,765            | 71,265     | —                     | 71,265      |         |                  |
| 1                | Vereinigte Staaten | Jennifer Baumert                | Handsome      | 70,971     | —                            | (70,971)          | 70,941     | —                     | (70,941)    |         |                  |
| 1                | Vereinigte Staaten | Charlotte Jorst                 | Nintendo      | —          | 70,609                       | 72,109            | —          | 71,064                | 72,564      |         |                  |
| 1                | Vereinigte Staaten | Shelly Francis                  | Danilo        | —          | 73,543                       | 75,043            | —          | 71,447                | 72,947      |         |                  |
| 1                | Vereinigte Staaten |                                 |               |            |                              | 220,917           |            |                       | 216,776     | 437,693 | 10               |
| 2                | Kanada             | Jill Irving                     | Arthur        | —          | 68,457                       | 69,957            | —          | 70,404                | 71,904      |         |                  |
| 2                | Kanada             | Lindsay Kellock                 | Floratina     | 71,824     | —                            | 71,824            | 71,500     | —                     | 71,500      |         |                  |
| 2                | Kanada             | Tina Irwin                      | Laurencio     | 74,912     | —                            | 74,912            | 73,588     | —                     | 73,588      |         |                  |
| 2                | Kanada             | Belinda Trussell                | Carlucci      | 68,176     | —                            | (68,176)          | 68,176     | —                     | (68,176)    |         |                  |
| 2                | Kanada             |                                 |               |            |                              | 216,693           |            |                       | 216,992     | 433,685 | 8                |
| 3                | Deutschland        | Michael Klimke                  | Royal Dancer  | —          | 67,804                       | 69,304            | —          | 64,213                | 65,713      |         |                  |
| 3                | Deutschland        | Patricia Koschel                | Leuchtfeuer   | 66,853     | —                            | 66,853            | 69,088     | —                     | 69,088      |         |                  |
| 3                | Deutschland        | Christoph Koschel               | Ballentines   | —          | 66,913                       | 68,413            | —          | (AUFG)                | (AUFG)      |         |                  |
| 3                | Deutschland        | Kevin Kohmann                   | Cascou W      | 65,147     | —                            | (65,147)          | 63,353     | —                     | 63,353      |         |                  |
| 3                | Deutschland        |                                 |               |            |                              | 204,570           |            |                       | 198,154     | 402,724 | 7                |
| 4                | Kolumbien          | Raúl Corchuelo                  | Senorita      | 64,618     | —                            | (64,618)          | 61,471     | —                     | 61,471      |         |                  |
| 4                | Kolumbien          | Marco Bernal                    | Germany       | 65,676     | —                            | 65,676            | 65,471     | —                     | 65,471      |         |                  |
| 4                | Kolumbien          | Carmen Franco                   | Weltregentrin | 65,176     | —                            | 65,176            | 61,353     | —                     | (61,353)    |         |                  |
| 4                | Kolumbien          | María Alejandra Aponte González | Duke de Niro  | 65,882     | —                            | 65,882            | 65,971     | —                     | 65,971      |         |                  |
| 4                | Kolumbien          |                                 |               |            |                              | 196,734           |            |                       | 192,913     | 389,647 | 6                |
| 5                | Mexiko             |                                 |               |            |                              | 200,810           |            |                       | AUSG        | AUSG    | 5                |

(Ausgeklammerte Prozentpunkte zählen als Streichergebnis nicht für das Mannschaftsergebnis)

### Frankreich
Zwei Monate nach seiner nordamerikanischen Wertungsprüfung stand die erste europäische Etappe des Nations Cups an. In Compiègne wurde das französische Nationenpreisturnier durchgeführt. Das als CDIO 5* ausgeschriebene Turnier fand vom 16. bis 19. Mai 2019 statt.
Der Sieg im CDIO 5*-Grand Prix ging mit 77,283 Prozent an Patrik Kittel und Well Done de la Roche. Mit etwas weniger als einem Prozent Abstand folgte in der Einzelwertung Carl Hester mit seinem Wallach Delicato. In der Mannschaftswertung waren nach der ersten Prüfung die Vorzeichen umgekehrt: Mit den Plätzen zwei, fünf und sieben kamen die Briten auf 14 Punkte. Als einziges Team konnten hier die Schweden mithalten, sie folgen knapp dahinter mit 17 Punkten.
Im Grand Prix Spécial siegte Gareth Hughes mit 77,170 Prozent. Patrik Kittel und Carl Hester wurden mit über 75 Prozent bewertet, alle weiteren Reiter folgten abgeschlagen mit Ergebnissen unter 72 Prozent. In der Grand Prix Kür siegte das stärkste Paar der niederländischen Equipe, Emmelie Scholtens mit dem Rapphengst Desperado (81,585 %) vor der einzigen deutschen Reiterin in Compiègne, Helen Langehanenberg, mit Damsey FRH (80,775 %). Mads Hendeliowitz hatte seinen Start in der Kür zurückgezogen. Dies hatte jedoch nur wenig Auswirkung auf das schwedische Mannschaftsergebnis, da er im Grand Prix bereits eindeutig das Streichergebnis gestellt hatte. Großbritannien konnte seinen Vorsprung von drei Punkten auch über Grand Prix Spécial und Kür hinweg halten und gewann damit den mit 25.000 Euro dotierten Nationenpreis.
Die Schweiz hatte wie im Vorjahr eine Equipe nach Compiègne entsandt. Knapp hinter den Gastgebern wurden die Schweizer Reiterinnen Sechste. Als einzige Schweizerin kam Birgit Wientzek Pläge in ihren beiden Prüfungen auf Ergebnisse von mehr als 70 Prozent.
|            | Mannschaft         | Reiter                     | Pferde                 | Platzierung | Platzierung | Platzierung | Wertungs- punkte |
| Grand Prix | Mannschaft         | Reiter                     | Pferde                 | GP Spécial  | GP Kür      |             | Wertungs- punkte |
| ---------- | ------------------ | -------------------------- | ---------------------- | ----------- | ----------- | ----------- | ---------------- |
| 1          | Großbritannien     | Richard Davison            | Bubblingh              | 7           | —           | 6           |                  |
| 1          | Großbritannien     | Charlotte Fry              | Dark Legend            | (27)        | —           | (8)         |                  |
| 1          | Großbritannien     | Carl Hester                | Delicato               | 2           | 3           | —           |                  |
| 1          | Großbritannien     | Gareth Hughes              | Classic Briolinca      | 5           | 1           | —           |                  |
| 1          | Großbritannien     |                            |                        | 24          | 24          | 24          | 15               |
| 2          | Schweden           | Antonia Ramel              | Brother de Jeu         | 6           | —           | 4           |                  |
| 2          | Schweden           | Patrik Kittel              | Well Done de la Roche  | 1           | 2           | —           |                  |
| 2          | Schweden           | Mads Hendeliowitz          | Jimmy Choo Seq         | (30)        | —           | (99)        |                  |
| 2          | Schweden           | Juliette Ramel             | Wall Street            | 10          | 4           | —           |                  |
| 2          | Schweden           |                            |                        | 27          | 27          | 27          | 13               |
| 3          | Vereinigte Staaten | Shelly Francis             | Danilo                 | 9           | —           | 3           |                  |
| 3          | Vereinigte Staaten | Heather Blitz              | Semper fidelis         | (26)        | —           | (11)        |                  |
| 3          | Vereinigte Staaten | Katherine Bateson-Chandler | Alcazar                | 12          | 7           | —           |                  |
| 3          | Vereinigte Staaten | Nick Wagman                | Don John               | 15          | 7           | —           |                  |
| 3          | Vereinigte Staaten |                            |                        | 51          | 51          | 51          | 11               |
| 4          | Niederlande        | Patrick van der Meer       | Zippo                  | 16          | —           | 7           |                  |
| 4          | Niederlande        | Emmelie Scholtens          | Desperado              | 4           | —           | 1           |                  |
| 4          | Niederlande        | Tommie Visser              | Chuppy Checker         | (23)        | (9)         | —           |                  |
| 4          | Niederlande        | Danielle Heijkoop          | Badari                 | 19          | 8           | —           |                  |
| 4          | Niederlande        |                            |                        | 55          | 55          | 55          | 9                |
| 5          | Frankreich         |                            |                        | 74          | 74          | 74          | 7                |
| 6          | Schweiz            | Carla Aeberhard            | Delioh von Buchmatt CH | 25          | 10          | —           |                  |
| 6          | Schweiz            | Caroline Häcki             | Rigoletto Royal CH     | (29)        | —           | (14)        |                  |
| 6          | Schweiz            | Antonella Joannou          | Dandy de la Roche CH   | 14          | —           | 9           |                  |
| 6          | Schweiz            | Birgit Wientzek Pläge      | Robinvale              | 11          | 6           | —           |                  |
| 6          | Schweiz            |                            |                        | 75          | 75          | 75          | 6                |
| 7          | Belgien            |                            |                        | 106         | 106         | 106         | 5                |

(Ausgeklammerte Platzierungen zählen als Streichergebnis nicht für das Mannschaftsergebnis)

### Dänemark
Die dritte Etappe der Saison 2019 war der Nationenpreis von Dänemark. Zum dritten Mal in Folge wurde das CDIO 4*-Nationenpreisturnier in Uggerhalne in der Aalborg Kommune durchgeführt. Auf dem Gelände des Uggerhalne Sportsrideklub, wo auch der dänische Dressurreiter Andreas Helgstrand ansässig ist, fand das Turnier vom 23. bis 26. Mai 2019 statt.
Uggerhalne wechselte 2019 das Reglement, auch hier gingen nun alle drei Prüfungen auf Grand-Prix-Niveau in die Nationenwertung ein. Die Platzierungen der einzelnen Reiter wurden als Punkte gewertet. Das Starterfeld umfasste drei skandinavische Mannschaften sowie Equipen aus Großbritannien und Deutschland. Im Grand Prix de Dressage gewann mit 77,652 Prozent klar Daniel Bachmann Andersen mit dem Hengst Don Olymbrio. Mit zwei Prozent weniger kam Cathrine Dufour mit ihrem nun neunjährigen Nachwuchspferd Bohemian auf Rang zwei. Nach dieser Prüfung lag Dänemark (11 Punkte) vor Schweden (13 Punkte).
Die stärksten Paare der Nationen gingen mehrheitlich im Grand Prix Spécial an den Start. Hier schob sich zwischen Bachmann Andersen (78,809 %) und Dufour (76,745 %) Therese Nilshagen auf Rang zwei. Die in Deutschland lebende Schwedin kam mit dem Rapphengst Dante Weltino OLD auf ein Ergebnis von 77,362 Prozent. In der zuvor ausgerichteten Grand Prix Kür war die Entscheidung über den Sieg knapp: Agnete Kirk Thinggaard aus Dänemark gewann mit 77,480 Prozent, die Schwedin Minna Telde folgte mit ihrem 14-jährigen Wallach Isac mit glatten 77 Prozent auf den zweiten Rang.
In der Nationenpreiswertung konnte Dänemark seine Führung auch Dank der Einzelsiege in allen drei Prüfungen halten. Schweden kam mit vier Punkten Rückstand auf Rang zwei. Beste Reiterin der deutschen Mannschaft auf Rang drei war Fabienne Müller-Lütkemeier mit dem 12-jährigen Fabregaz. Michael Klimke kam hier zu seinem zweiten Nationenpreiseinsatz in dieser Saison.
|            | Mannschaft     | Reiter                     | Pferde            | Platzierung | Platzierung | Platzierung | Wertungs- punkte |
| Grand Prix | Mannschaft     | Reiter                     | Pferde            | GP Kür      | GP Spécial  |             | Wertungs- punkte |
| ---------- | -------------- | -------------------------- | ----------------- | ----------- | ----------- | ----------- | ---------------- |
| 1          | Dänemark       | Carina Cassøe Krüth        | May-Day           | (11)        | (4)         | —           |                  |
| 1          | Dänemark       | Agnete Kirk Thinggaard     | Jojo              | 8           | 1           | —           |                  |
| 1          | Dänemark       | Cathrine Dufour            | Bohemian          | 2           | —           | 3           |                  |
| 1          | Dänemark       | Daniel Bachmann Andersen   | Don Olymbrio      | 1           | —           | 1           |                  |
| 1          | Dänemark       |                            |                   | 16          | 16          | 16          | 12               |
| 2          | Schweden       | Michelle Hagman Hassink    | Chagall H         | 6           | —           | (6)         |                  |
| 2          | Schweden       | Minna Telde                | Isac              | 4           | 2           | —           |                  |
| 2          | Schweden       | Rose Mathisen              | Zuidenwind        | (14)        | 3           | —           |                  |
| 2          | Schweden       | Therese Nilshagen          | Dante Weltino OLD | 3           | —           | 2           |                  |
| 2          | Schweden       |                            |                   | 20          | 20          | 20          | 10               |
| 3          | Deutschland    | Michael Klimke             | Royal Dancer      | 13          | (8)         | —           |                  |
| 3          | Deutschland    | Andrea Timpe               | Don Darwin        | (16)        | 5           | —           |                  |
| 3          | Deutschland    | Jan-Dirk Gießelmann        | Real Dancer FRH   | 9           | —           | 7           |                  |
| 3          | Deutschland    | Fabienne Müller-Lütkemeier | Fabregaz          | 5           | —           | 4           |                  |
| 3          | Deutschland    |                            |                   | 43          | 43          | 43          | 9                |
| 4          | Finnland       | Mikaela Soratie            | Dacor             | 17          | —           | 10          |                  |
| 4          | Finnland       | Mikaela Fabricius-Bjerre   | Gamin G           | 12          | 6           | —           |                  |
| 4          | Finnland       | Henri Ruoste               | Rossetti          | 7           | —           | 5           |                  |
| 4          | Finnland       |                            |                   | 57          | 57          | 57          | 7                |
| 5          | Großbritannien |                            |                   | 67          | 67          | 67          | 6                |

(Ausgeklammerte Platzierungen zählen als Streichergebnis nicht für das Mannschaftsergebnis)

### Niederlande
Gut zwei Monate vor den Europameisterschaften in Rotterdam führten die Niederlande ihr Nationenpreisturnier durch. Dieses wurde nicht wie üblich in Rotterdam ausgerichtet, sondern wich zum CSI Twente nach Tubbergen-Geesteren aus. Das Nationenpreisturnier, welches mit geringerem Preisgeld als an den anderen Jahren ausgestattet war und somit nur als CDIO 3* durchgeführt wurde, fand vom 17. bis 23. Juni 2019 statt.
Wie im Vorjahr konnte sich Edward Gal mit Zonik den Sieg im Grand Prix de Dressage (78,304 %) sichern. Zwei Reiterinnen kamen eng an sein Ergebnis heran: Juliette Ramel mit ihrem Wallach Buriel (2. Platz, 78,000 %) und Therese Nilshagen mit ihrem Rapphengst Dante Weltino (3. Platz, 77,739 %). Im Mannschaftswettbewerb lagen die Niederlande dank drei Reitern unter den besten Sechs mit 11 Punkten in Führung, Schweden folgte noch in Schlagdistanz mit 13 Punkten. Die vier weiteren Equipen waren bereits zu diesem Zeitpunkt mit 30 und mehr Punkten chancenlos abgeschlagen.
Auch im Grand Prix Spécial kam es zum Zweikampf zwischen Schweden (Platz 1 und 3) und den Niederlanden (Platz 2 und 4). Mit fast vier Prozent Vorsprung gewann hier Juliette Ramel mit einem Ergebnis von 79,915 Prozent. In der Grand Prix Kür kamen fünf Paare auf Ergebnisse von über 75 Prozent. Edward Gal und sein Hengst Zonik errangen hier mit 82,250 Prozent den Sieg vor Therese Nilshagen (81,495 %) und Anne Meulendijks (79,875). Im Endergebnis des Nationenpreises blieb es bei der Zwei-Punkte-Führung der Niederlande vor der Mannschaft Schwedens.
|            | Mannschaft         | Reiter                 | Pferde            | Platzierung | Platzierung | Platzierung | Wertungs- punkte |
| Grand Prix | Mannschaft         | Reiter                 | Pferde            | GP Spécial  | GP Kür      |             | Wertungs- punkte |
| ---------- | ------------------ | ---------------------- | ----------------- | ----------- | ----------- | ----------- | ---------------- |
| 1          | Niederlande        | Anne Meulendijks       | Avanti            | 6           | —           | 3           |                  |
| 1          | Niederlande        | Emmelie Scholtens      | Desperado         | 4           | 2           | —           |                  |
| 1          | Niederlande        | Hans Peter Minderhoud  | Dream Boy         | (7)         | (4)         | —           |                  |
| 1          | Niederlande        | Edward Gal             | Zonik             | 1           | —           | 1           |                  |
| 1          | Niederlande        |                        |                   | 17          | 17          | 17          | 10               |
| 2          | Schweden           | Malin Wahlkamp-Nilsson | Eddieni           | (10)        | —           | (11)        |                  |
| 2          | Schweden           | Antonia Ramel          | Brother de Jeu    | 8           | 3           | —           |                  |
| 2          | Schweden           | Therese Nilshagen      | Dante Weltino OLD | 3           | —           | 2           |                  |
| 2          | Schweden           | Juliette Ramel         | Buriel            | 2           | 1           | —           |                  |
| 2          | Schweden           |                        |                   | 19          | 19          | 19          | 8                |
| 3          | Großbritannien     | Sara Gallop            | Bandreo           | 16          | —           | (8)         |                  |
| 3          | Großbritannien     | Louise Anne Bell       | Into the Blue     | (20)        | —           | 6           |                  |
| 3          | Großbritannien     | Charlotte Fry          | Dark Legend       | 5           | 5           | —           |                  |
| 3          | Großbritannien     | Lara Butler            | Rubin Al Asad     | 9           | 7           | —           |                  |
| 3          | Großbritannien     |                        |                   | 48          | 48          | 48          | 7                |
| 4          | Vereinigte Staaten | Nick Wagman            | Don John          | 13          | 8           | —           |                  |
| 4          | Vereinigte Staaten | Ashley Holzer          | Havanna           | (21)        | —           | (9)         |                  |
| 4          | Vereinigte Staaten | Charlotte Jorst        | Nintendo          | 11          | 6           | —           |                  |
| 4          | Vereinigte Staaten | Shelly Francis         | Danilo            | 19          | —           | 4           |                  |
| 4          | Vereinigte Staaten |                        |                   | 61          | 61          | 61          | 6                |
| 5          | Frankreich         |                        |                   | 65          | 65          | 65          | 5                |
| 6          | Belgien            |                        |                   | 85          | 85          | 85          | 4                |

(Ausgeklammerte Platzierungen zählen als Streichergebnis nicht für das Mannschaftsergebnis)

### Finnland
Erstmals richtete 2019 auch Finnland eine Station des Nations Cups der Dressurreiter aus. Austragungsort des finnischen Nationenpreisturniers, bei welchem zeitgleich auch ein Springreit-Nationenpreis durchgeführt wurde, war das Ratsastuskeskus Aino (Reitsportzentrum Aino) in Järvenpää. Das Turnier startete am 4. Juli und endete am 7. Juli 2019.
Deutlich höher dotiert als die niederländische Etappe war der Nationenpreis als CDIO 4* ausgeschrieben. Dennoch entsandten nur drei Nationen eine Mannschaft in den für den mitteleuropäischen Dressursport abgelegenen Süden Finnlands: Finnland, Schweden und Estland. Da das Nations-Cup-Regelwerk mindestens vier teilnehmende Equipen verlangt, wurden in Järvenpää keine Wertungspunkte für die Gesamtwertung der Turnierserie vergeben.
Der CDIO 4* umfasste nur zwei Prüfungen, die beide in das Nationenpreisergebnis eingingen: Der Grand Prix de Dressage am 5. Juli sowie einen Tag später der Grand Prix Spécial. Nach dem Grand Prix lag Finnland in Führung, insbesondere profitierend vom Ergebnis von Henri Ruoste. Mit Roble, einem 16-jährigen Wallach aus dem Eigentum von Christian Zimmermann, erreichte er als einziger Reiter in beiden Prüfungen ein Ergebnis von über 70 Prozent. In der anspruchsvollsten Prüfung des Dressursport, dem Grand Prix Spécial, profitierte Schweden vom stärkeren Gesamt-Leistungsniveau seiner Mannschaft. Die schwedische Equipe holte den Rückstand von 1,435 Prozent auf und gewann mit mehr als drei Prozent Vorsprung.
|            | Mannschaft | Reiter                   | Pferde        | Prozent    | Prozent  | Prozent | Wertungs- punkte |
| Grand Prix | Mannschaft | Reiter                   | Pferde        | GP Spécial | Gesamt   |         | Wertungs- punkte |
| ---------- | ---------- | ------------------------ | ------------- | ---------- | -------- | ------- | ---------------- |
| 1          | Schweden   | Lena Wiman               | Donnerstein   | 65,478     | 64,872   |         |                  |
| 1          | Schweden   | Märit Olofsson Nääs      | Strolchi      | 65,739     | 65,702   |         |                  |
| 1          | Schweden   | Gunilla Byström          | Vectra        | 69,348     | 68,766   |         |                  |
| 1          | Schweden   | Tinne Vilhelmson Silfvén | Esperance     | (64,261)   | (63,532) |         |                  |
| 1          | Schweden   |                          |               | 200,565    | 199,340  | 399,905 | –                |
| 2          | Finnland   | Henri Ruoste             | Roble         | 71,478     | 70,915   |         |                  |
| 2          | Finnland   | Elisabet Ehrnrooth       | Bogelys La-Ro | 64,587     | 60,723   |         |                  |
| 2          | Finnland   | Nina Dunder              | Floresco Sil  | (61,717)   | (58,468) |         |                  |
| 2          | Finnland   | Ville Vaurio             | D’Artagnan    | 65,935     | 63,000   |         |                  |
| 2          | Finnland   |                          |               | 202,000    | 194,638  | 396,638 | –                |
| 3          | Estland    | Tiina Kuusmann           | Rimbaud       | 58,217     | 58,383   |         |                  |
| 3          | Estland    | Getter Kangur            | Ashwan        | 62,891     | 62,447   |         |                  |
| 3          | Estland    | Dina Ellermann           | Donna Anna    | 68,109     | 64,213   |         |                  |
| 3          | Estland    |                          |               | 189,217    | 185,043  | 374,260 | –                |

(Ausgeklammerte Prozentpunkte zählen als Streichergebnis nicht für das Mannschaftsergebnis)

### Schweden
Mit drei Nationenpreisturnieren an drei aufeinanderfolgenden Wochenenden fand die Saison 2019 ihren Abschluss. Das erste dieser drei Turniere war die Falsterbo Horse Show, welche vom 11. bis 14. Juli 2019 in Skanör med Falsterbo durchgeführt wurde. Das schwedische Nationenpreisturnier im Dressurreiten war als CDIO 5* ausgeschrieben.
In der Einzelwertung des Grand Prix konnte sich Daniel Bachmann Andersen mit dem Hengst Zack deutlich absetzen, mit 77,500 Prozent gewann er die Prüfung. Patrik Kittel kam mit Well Done de La Roche auf Rang zwei (75,196 Prozent), alle weiteren Teilnehmer kamen auf Ergebnisse unter 73 Prozent. In der Mannschaftswertung lag zu diesem Zeitpunkt Schweden mit 16 Punkten in Führung. Die deutsche Equipe (deren Reiter geschlossen auf die Plätze fünf bis acht im Grand Prix kamen) lag mit 18 Punkten auf Rang zwei.
Der Turniersonntag begann mit dem Grand Prix Spécial der CDIO-Tour. Die schwedischen Reiter Patrik Kittel (73,532 %) und Juliette Ramel (72,766 %) kamen hier auf die ersten beiden Plätze, Rang drei ging an den deutschen Reiter Frederic Wandres (71,149 %). Seinen ersten Nationenpreisstart seit 2015 hatte Matthias Alexander Rath, der mit dem Hengst Foundation mit 70,234 % auf den vierten Platz des Grand Prix Spécial kam. In der Grand Prix Kür im Anschluss gewann Daniel Bachmann Andersen erneut, dieses Mal sogar noch überlegener mit 85,020 Prozent und einem Vorsprung von über sieben Prozent. Das beste deutsche Paar des Nationenpreises, Jan-Dirk Gießelmann und 15-jährige Wallach Real Dancer FRH kamen mit 77,575 Prozent auf den zweiten Rang der Kür.
In der Nationenpreiswertung kam Dänemark trotz der Leistungen von Daniel Bachmann Andersen nur auf den vierten Platz. Schweden konnte sich etwas mehr von Deutschland absetzen und gewann den heimischen Dressur-Nationenpreis.
|            | Mannschaft  | Reiter                   | Pferde                | Platzierung | Platzierung | Platzierung | Wertungs- punkte |
| Grand Prix | Mannschaft  | Reiter                   | Pferde                | GP Spécial  | GP Kür      |             | Wertungs- punkte |
| ---------- | ----------- | ------------------------ | --------------------- | ----------- | ----------- | ----------- | ---------------- |
| 1          | Schweden    | Malin Wahlkamp-Nilsson   | Eddieni               | (13)        | —           | 3           |                  |
| 1          | Schweden    | Juliette Ramel           | Wall Street           | 3           | 2           | —           |                  |
| 1          | Schweden    | Minna Telde              | Isac                  | 11          | —           | (4)         |                  |
| 1          | Schweden    | Patrik Kittel            | Well Done de La Roche | 2           | 1           | —           |                  |
| 1          | Schweden    |                          |                       | 22          | 22          | 22          | 15               |
| 2          | Deutschland | Matthias Alexander Rath  | Foundation            | 6           | 4           | —           |                  |
| 2          | Deutschland | Jan-Dirk Gießelmann      | Real Dancer FRH       | 5           | —           | 2           |                  |
| 2          | Deutschland | Frederic Wandres         | Westminster           | 7           | 3           | —           |                  |
| 2          | Deutschland | Bernadette Brune         | Spirit of the Age OLD | (8)         | —           | (6)         |                  |
| 2          | Deutschland |                          |                       | 27          | 27          | 27          | 13               |
| 3          | Niederlande | Danielle van Mierlo      | Dayano                | (19)        | (8)         | —           |                  |
| 3          | Niederlande | Patrick van der Meer     | Chinook               | 12          | —           | 5           |                  |
| 3          | Niederlande | Thamar Zweistra          | Double Dutch          | 9           | 5           | —           |                  |
| 3          | Niederlande | Hans Peter Minderhoud    | Zanardi               | 4           | —           | 7           |                  |
| 3          | Niederlande |                          |                       | 40          | 40          | 40          | 11               |
| 4          | Dänemark    | Carina Cassøe Krüth      | May-Day               | 12          | —           | (8)         |                  |
| 4          | Dänemark    | Nanna Skodborg Merrald   | Wasabi OLD            | (15)        | 7           | —           |                  |
| 4          | Dänemark    | Helene Melsen            | Aston Martin          | 14          | 6           | —           |                  |
| 4          | Dänemark    | Daniel Bachmann Andersen | Zack                  | 1           | —           | 1           |                  |
| 4          | Dänemark    |                          |                       | 41          | 41          | 41          | 9                |

(Ausgeklammerte Platzierungen zählen als Streichergebnis nicht für das Mannschaftsergebnis)

### Deutschland
Austragungsort der deutschen Nationenpreise in mehreren Pferdesportdisziplinen war auch im Jahr 2019 Aachen. Der deutsche Dressur-Nationenpreis stand in der zweiten Woche des CHIO Aachen (16. bis 21. Juli 2019) an. Durchgeführt wurden die Wettbewerbe im Deutsche Bank Stadion.
Traditionell wird in Aachen die Nationenpreismodus aus Grand Prix und Grand Prix Spécial mit Addition der Prozentwerte gewählt. Die Entscheidung fiel eindeutiger als im Vorjahr aus, da die beiden stärksten Paare der Vereinigten Staaten (Kasey Perry-Glass/Dublet und Laura Graves/Verdades) im Jahr vor den Olympischen Spielen im Sommer auf Turnierstarts verzichteten. Somit fehlte der deutschen Mannschaft, die in Grand Prix und Grand Prix Spécial jeweils der Ergebnisse von über 79 Prozent ausweisen konnte, eine ernsthafte Konkurrenz.
Deutlich unter seinem Leistungsniveau blieb im Grand Prix Helen Langehanenbergs Hengst Damsey, das Paar verpasste damit seine Chance auf eine Nominierung für die Europameisterschaften in Rotterdam. Das beste Ergebnis eines ausländischen Teilnehmers ging in beiden Prüfungen mit Platz drei an Charlotte Dujardin. Die Britin war in Aachen mit dem Trakehner Erlentanz am Start, den ihr ihr Schüler Sonnar Murray-Brown für die Dauer seiner Verletzung zur Verfügung gestellt hatte.
Erstmals überhaupt nahm ein irisches Dressurteam in Aachen teil. Dieses erste sichtbare Zeichen der irischen Ambitionen, sich für die Olympischen Spiele zu qualifizieren, trug einen Monat später bei den Europameisterschaften Früchte.
|            | Mannschaft         | Reiter                     | Pferde                     | Prozent    | Prozent  | Prozent | Wertungs- punkte |
| Grand Prix | Mannschaft         | Reiter                     | Pferde                     | GP Spécial | Gesamt   |         | Wertungs- punkte |
| ---------- | ------------------ | -------------------------- | -------------------------- | ---------- | -------- | ------- | ---------------- |
| 1          | Deutschland        | Helen Langehanenberg       | Damsey FRH                 | (71,239)   | (75,043) |         |                  |
| 1          | Deutschland        | Jessica von Bredow-Werndl  | TSF Dalera BB              | 79,000     | 79,021   |         |                  |
| 1          | Deutschland        | Dorothee Schneider         | Showtime FRH               | 80,609     | 83,617   |         |                  |
| 1          | Deutschland        | Isabell Werth              | Bella Rose                 | 82,783     | 84,447   |         |                  |
| 1          | Deutschland        |                            |                            | 242,392    | 247,085  | 489,477 | 15               |
| 2          | Dänemark           | Agnete Kirk Thinggaard     | Jojo                       | 71,413     | 72,362   |         |                  |
| 2          | Dänemark           | Anders Dahl                | Fidelio van het Bloemenhof | (71,043)   | (AUSG)   |         |                  |
| 2          | Dänemark           | Cathrine Dufour            | Bohemian                   | 78,413     | 78,809   |         |                  |
| 2          | Dänemark           | Daniel Bachmann Andersen   | Don Olymbrio               | 78,348     | 78,170   |         |                  |
| 2          | Dänemark           |                            |                            | 228,174    | 229,341  | 457,515 | 13               |
| 3          | Vereinigte Staaten | Katherine Bateson-Chandler | Alcazar                    | 72,674     | 73,766   |         |                  |
| 3          | Vereinigte Staaten | Shelly Francis             | Danilo                     | (70,826)   | (65,532) |         |                  |
| 3          | Vereinigte Staaten | Steffen Peters             | Suppenkasper               | 75,848     | 74,872   |         |                  |
| 3          | Vereinigte Staaten | Adrienne Lyle              | Salvino                    | 76,870     | 76,745   |         |                  |
| 3          | Vereinigte Staaten |                            |                            | 225,392    | 225,383  | 450,775 | 11               |
| 4          | Schweden           | Michelle Hagman Hassink    | Chagall H                  | (69,848)   | (69,894) |         |                  |
| 4          | Schweden           | Rose Mathisen              | Zuidenwind                 | 71,978     | 72,872   |         |                  |
| 4          | Schweden           | Antonia Ramel              | Brother de Jeu             | 74,848     | 74,702   |         |                  |
| 4          | Schweden           | Therese Nilshagen          | Dante Weltino OLD          | 76,957     | 76,596   |         |                  |
| 4          | Schweden           |                            |                            | 223,783    | 224,170  | 447,953 | 9                |
| 5          | Großbritannien     |                            |                            | 223,630    | 224,256  | 447,886 | 7                |
| 6          | Irland             |                            |                            | 212,891    | 215,213  | 428,104 | 6                |
| 7          | Spanien            |                            |                            | 211,652    | 211,936  | 423,588 | 5                |

(Ausgeklammerte Prozentpunkte zählen als Streichergebnis nicht für das Mannschaftsergebnis)

### Vereinigtes Königreich
Die letzte Etappe der Saison 2019 fand im Rahmen des britischen Dressur-Nationenpreisturniers statt. Zusammen mit der Royal International Horse Show der Springreiter wurde das Turnier Dressage at Hickstead vom 25. bis 28. Juli 2019 in Hickstead ausgerichtet. Das Turnier war als CDIO 3* ausgeschrieben.
Teil des Nationenpreises war in Hickstead der Grand Prix (mit drei bzw. vier Reitern je Equipe), der Grand Prix Spécial (mit je zwei Mannschaftsreitern) sowie die Grand Prix Kür.
Die gastgebende britische Mannschaft umfasste neben zwei erfahrenen Paaren (Lara Butler/Rubin Al Asad und Hayley Watson-Greaves/Rubins Nite) zwei weniger erfahrene Reiter-Pferd-Paare (junge Reiterin bzw. junges Pferd). Die unerfahreneren Paare der britischen Mannschaft blieben im Grand Prix mit ihren Ergebnissen deutlich unter 70 Prozent. Aus der Addition der besten drei britischen Reiter ergaben sich 15 Punkte. Damit lagen die Briten hier bereits drei Punkte hinter Portugal, dessen beste Reiter im Grand Prix die Plätze zwei und drei belegten.
Im Grand Prix Spécial am 27. Juli brachte Großbritannien seine schwächeren Paare an den Start. Die Prüfung gewann mit deutlichem Vorsprung João Miguel Torrao mit seinem Lusitano Equador (75,787 %) vor seinem Landsmann Duarte Nogueira (71,851 %). In der Grand Prix Kür am Schlusstag gewann Lara Butler mit ihrem 17-jährigen Rubin Al Asad deutlich (78,260 %), auch Hayley Watson-Greaves konnte sich mit 73,245 % auf Rang drei gut platzieren. Doch die Portugiesen zeigten auch in der Kür gute Leistungen mit Platz zwei und vier. Folglich ging der Sieg im Nationenpreis mit sechs Punkten Vorsprung an Portugal. Die Niederlande und Irland folgten abgeschlagen auf den Plätzen drei und vier.
|            | Mannschaft     | Reiter                | Pferde            | Platzierung | Platzierung | Platzierung | Wertungs- punkte |
| Grand Prix | Mannschaft     | Reiter                | Pferde            | GP Spécial  | GP Kür      |             | Wertungs- punkte |
| ---------- | -------------- | --------------------- | ----------------- | ----------- | ----------- | ----------- | ---------------- |
| 1          | Portugal       | Miguel Ralão Duarte   | Xenofonte d'Atela | (11)        | —           | (4)         |                  |
| 1          | Portugal       | Duarte Nogueira       | Beirao            | 7           | 2           | —           |                  |
| 1          | Portugal       | Rodrigo Torres        | Fogoso            | 3           | —           | 2           |                  |
| 1          | Portugal       | João Miguel Torrao    | Equador           | 2           | 1           | —           |                  |
| 1          | Portugal       |                       |                   | 17          | 17          | 17          | 10               |
| 2          | Großbritannien | Sara Gallop           | Bandreo           | 9           | 4           | —           |                  |
| 2          | Großbritannien | Emile Faurie          | Cafe's Caletta    | (14)        | (6)         | —           |                  |
| 2          | Großbritannien | Lara Butler           | Rubin Al Asad     | 1           | —           | 1           |                  |
| 2          | Großbritannien | Hayley Watson-Greaves | Rubins Nite       | 5           | —           | 3           |                  |
| 2          | Großbritannien |                       |                   | 23          | 23          | 23          | 8                |
| 3          | Niederlande    | Saskia Maertens       | Legend of Loxley  | 13          | 5           | —           |                  |
| 3          | Niederlande    | Stephanie de Frel     | Chardonnay        | (15)        | —           | (7)         |                  |
| 3          | Niederlande    | Lucie Louws           | Evito             | 4           | 3           | —           |                  |
| 3          | Niederlande    | Lynne Maas            | Electra           | 6           | —           | 5           |                  |
| 3          | Niederlande    |                       |                   | 36          | 36          | 36          | 7                |
| 4          | Irland         | James Connor          | Casino' Royale    | 10          | 8           | —           |                  |
| 4          | Irland         | Belinda Brereton      | Captain Negro C   | (16)        | —           | (8)         |                  |
| 4          | Irland         | Dane Rawlins          | Espoire           | 12          | 7           | —           |                  |
| 4          | Irland         | Kate Dwyer            | Snowdon Faberge   | 8           | —           | 6           |                  |
| 4          | Irland         |                       |                   | 51          | 51          | 51          | 6                |

(Ausgeklammerte Platzierungen zählen als Streichergebnis nicht für das Mannschaftsergebnis)

## Gesamtwertung
Obwohl sich die Anzahl der Etappen auf acht erhöht hatte, gingen auch in der Saison 2019 nur die jeweils vier besten Ergebnisse einer jeden Nation in die Gesamtwertung ein. Von dieser Regelung waren zwei Nationen betroffen, denen jeweils das Ergebnis eines Nationenpreises gestrichen wurde. Mit 16 Nationen, die an mindestens einem zählenden Nationenpreis der Turnierserie teilnahmen, wurde ein neuer Rekord aufgestellt.
Mit dem dritten Gesamtsieg in Folge war Schweden neuer alleiniger Rekordsieger des Nations Cups.
|    |                    | USA | FRA | DEN | NED | FIN | SWE | GER | GBR | Wertungs- punkte |
| -- | ------------------ | --- | --- | --- | --- | --- | --- | --- | --- | ---------------- |
| 1  | Schweden           | —   | 13  | 10  | (8) | /   | 15  | 9   | —   | 47               |
| 2  | Deutschland        | 7   | —   | 9   | —   | —   | 13  | 15  | —   | 44               |
| 3  | Vereinigte Staaten | 10  | 11  | —   | 6   | —   | —   | 11  | —   | 38               |
| 4  | Niederlande        | —   | 9   | —   | 10  | —   | 11  | —   | 7   | 37               |
| 4  | Großbritannien     | —   | 15  | (6) | 7   | —   | —   | 7   | 8   | 37               |
| 6  | Dänemark           | —   | —   | 12  | —   | —   | 9   | 13  | —   | 34               |
| 7  | Frankreich         | —   | 7   | —   | 5   | —   | —   | —   | —   | 12               |
| 7  | Irland             | —   | —   | —   | —   | —   | —   | 6   | 6   | 12               |
| 9  | Portugal           | —   | —   | —   | —   | —   | —   | —   | 10  | 10               |
| 10 | Belgien            | —   | 5   | —   | 4   | —   | —   | —   | —   | 9                |
| 11 | Kanada             | 8   | —   | —   | —   | —   | —   | —   | —   | 8                |
| 12 | Finnland           | —   | —   | 7   | —   | /   | —   | —   | —   | 7                |
| 13 | Kolumbien          | 6   | —   | —   | —   | —   | —   | —   | —   | 6                |
| 13 | Schweiz            | —   | 6   | —   | —   | —   | —   | —   | —   | 6                |
| 15 | Mexiko             | 5   | —   | —   | —   | —   | —   | —   | —   | 5                |
| 15 | Spanien            | —   | —   | —   | —   | —   | —   | 5   | —   | 5                |